# Дональд Крісп
Джордж Вільям Крісп (англ. George William Crisp, 27 липня 1882 — 25 травня 1974) — британський актор, режисер, продюсер и сценарист, володар премії «Оскар» на найкращу чоловічу роль другого плану у 1942 році.

## Фільмографія
- 1911 — Її пробудження / Her Awakening — свідок нещасного випадку
- 1914 — Над виступом / Over the Ledge
- 1914 — Битва статей / The Battle of the Sexes — Френк Ендрюс
- 1915 — Народження нації / The Birth of a Nation — генерал Грант
- 1925 — Дон К'ю, син Зорро / Don Q Son of Zorro — дон Себастьян
- 1926 — Чорний пірат / The Black Pirate — МакТевіш
- 1929 — Остання справа Трента / Trent's Last Case — Сігзбі Мандерсон
- 1931 — Свенгалі / Svengali — поміщик
- 1932 — Червоний пил / Red Dust — Гвідон
- 1935 — Заколот на Баунті / Mutiny on the Bounty — Томас Беркітт
- 1937 — Життя Еміля Золя/ The Life of Emile Zola — майстер Лаборі
- 1938 — Єзавель / Jezebel — лікар Лівінґстон
- 1938 — Сестри / The Sisters — Тім Хейзелтон
- 1939 — Хуарес / Juarez — маршал Базен
- 1939 — Приватне життя Єлизавети та Ессекса / The Private Lives of Elizabeth and Essex — Френсіс Бекон
- 1939 — Буремний перевал / Wuthering Heights — доктор Кеннет